# Fangataufa
Fangataufa è un atollo appartenente al gruppo delle isole Tuamotu nella Polinesia francese.
Dal 1966 al 1996 è stato usato, insieme al vicino atollo di Moruroa, come poligono di tiro per armi nucleari francesi.